# Hitoshi Shiozawa
Pour les articles homonymes, voir Shiozawa (homonymie).
Hitoshi Shiozawa (塩沢 均, Shiozawa Hitoshi) est un astronome japonais. D'après le Centre des planètes mineures, il a découvert vingt-neuf astéroïdes, dont vingt-huit avec un co-découvreur, entre 1990 et 1999.

## Astéroïdes découverts
| (4507) Petercollins1                          | 19 mars 1990     |
| (5292) Mackwell1                              | 12 janvier 1991  |
| (6393) 1990 HM1                               | 29 avril 1990    |
| (6785) 1990 VA71                              | 12 novembre 1990 |
| (6984) Lewiscarroll2                          | 4 janvier 1994   |
| (7136) Yokohasuo2                             | 14 novembre 1993 |
| (7338) 1990 VJ31                              | 12 novembre 1990 |
| (8705) 1994 AL32                              | 8 janvier 1994   |
| (9387) Tweedledee2                            | 2 février 1994   |
| (9765) 1991 XZ1                               | 14 décembre 1991 |
| (10565) 1994 AT12                             | 9 janvier 1994   |
| (11932) 1993 EP2                              | 13 mars 1993     |
| (11952) 1994 AM32                             | 8 janvier 1994   |
| (11954) 1994 BY2                              | 22 janvier 1994  |
| (14477) 1994 CN2                              | 2 février 1994   |
| (16746) 1996 PW62                             | 8 août 1996      |
| (17464) 1990 VX1                              | 11 novembre 1990 |
| (19171) 1991 FS1                              | 17 mars 1991     |
| (19238) 1994 AV12                             | 9 janvier 1994   |
| (19239) 1994 AM2                              | 7 janvier 1994   |
| (29312) 1994 BL42                             | 21 janvier 1994  |
| (39688) 1996 RG5                              | 9 mars 1996      |
| (43147) 1999 XO105                            | 8 décembre 1999  |
| (45145) 1999 XN105                            | 8 décembre 1999  |
| (66940) 1999 WM11                             | 29 novembre 1999 |
| (66941) 1999 WO11                             | 29 novembre 1999 |
| (75241) 1999 WL11                             | 29 novembre 1999 |
| (75242) 1999 WP11                             | 29 novembre 1999 |
| (134676) 1999 WN11                            | 29 novembre 1999 |
| [1] avec Minoru Kizawa [2] avec Takeshi Urata |                  |